# مسیحیت در میان مغولان

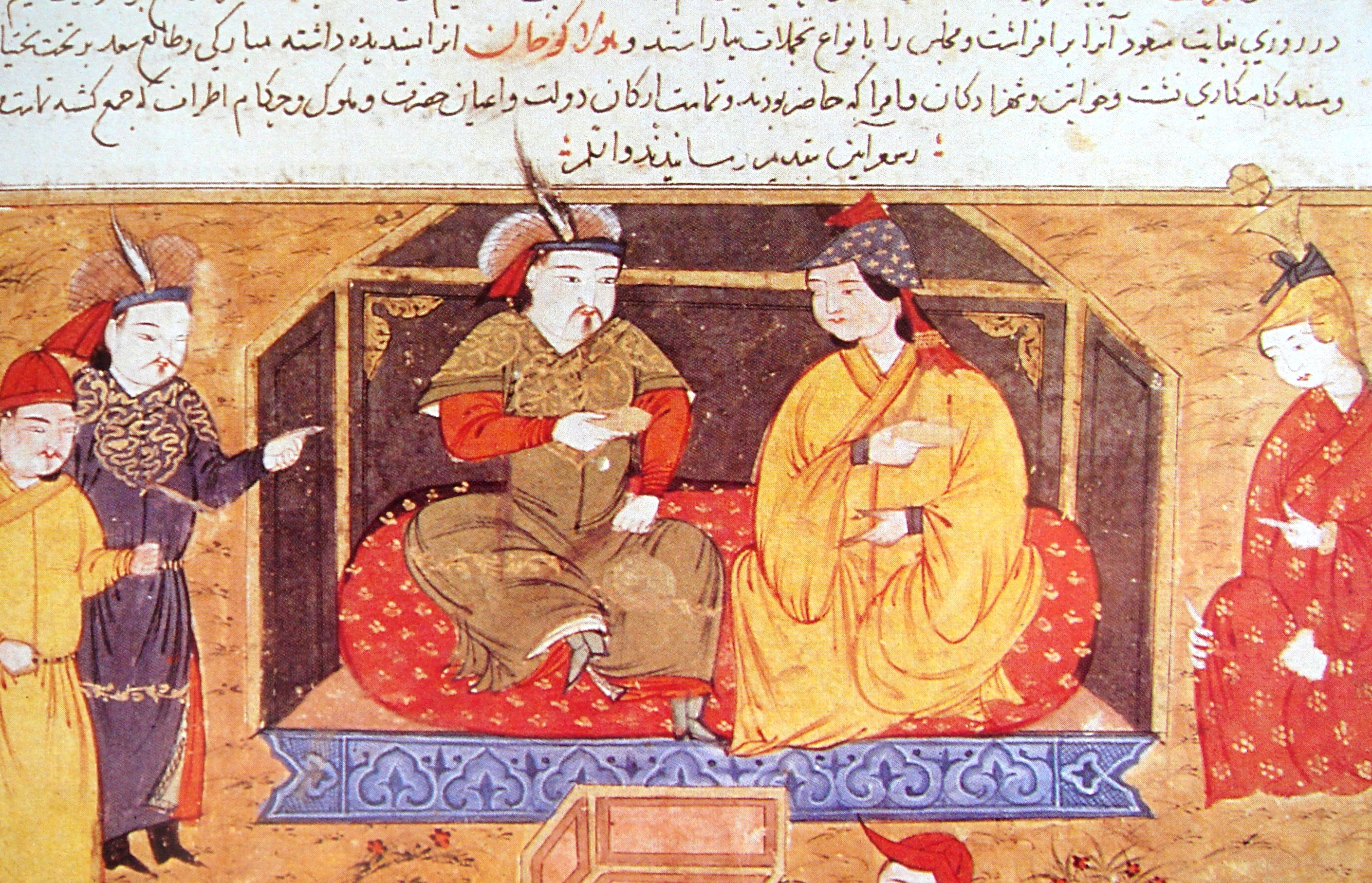
هولاکو خان، نوه چنگیز خان و بنیان‌گذار ایلخانان، با ملکه مسیحی کلیسای مشرق خود، دوقوز خاتون از کرائیت‌ها نشسته‌است.

مسیحیت در میان مغولان (انگلیسی: Christianity among the Mongols) در دوران معاصر، مغول‌ها عمدتاً بودیسم تبتی هستند، اما در دوره‌های قبلی، به ویژه در زمان امپراتوری مغول (قرن ۱۳ تا ۱۴)، آنها عمدتاً پیرو شمنیسم مغولی بودند و اقلیتی قابل توجه از مسیحیان داشتند. که در موقعیت‌های قدرت قابل توجهی قرار داشتند. به‌طور کلی، مغول‌ها نسبت به اکثر ادیان بسیار مدارا می‌کردند و معمولاً همزمان از چندین دین حمایت می‌کردند. از حدود قرن هفتم میلادی، بسیاری از مغول‌ها توسط کلیسای مشرق (که گاهی «نسطوری» خوانده می‌شود) تبلیغ شده بودند، و مذهب اصلی برخی از قبایل مسیحی بود. در زمان چنگیز خان، پسرانش همسران مسیحی کرائیت‌ها را گرفتند و زمان حکومت نوه چنگیز خان، منگوقاآن، زمان نفوذ اولیه مذهبی مسیحیان بود.
رویه مسیحیت نسطوری تا حدودی با آنچه در غرب انجام می‌شد متفاوت بود، و اروپایی‌ها تمایل داشتند نسطوری را به دلیل اعتقاداتش در مورد ماهیت عیسی بدعت بدانند. با این حال، اروپایی‌ها همچنین افسانه‌هایی در مورد شخصیتی به نام یوحنای کشیش (پرستتر جان)، یک رهبر بزرگ مسیحی در شرق داشتند که برای کمک به جنگ‌های صلیبی می‌آمد. یکی از نسخه‌های این افسانه، هویت یوحنای کشیش را با یک رهبر مسیحی مغول، طغرل، رهبر کرائیت‌ها، مرتبط می‌کند.
هنگامی که مغول‌ها شمال چین را فتح کردند و دودمان یوآن را تأسیس کردند (۱۲۷۱–۱۳۶۸)، کلیسای مشرق پس از گذشت قرن‌ها دوباره به چین معرفی شد. با پیشروی گسترش بیشتر مغول‌ها، همدلی‌های مسیحی دربار، عمدتاً از طریق همسران با نفوذ خان‌ها، به تغییراتی در استراتژی نظامی منجر شد. در جریان سقوط بغداد (۱۲۵۸)، بسیاری از شهروندان این شهر قتل‌عام شدند، اما مسیحیان نجات یافتند. با تجاوز بیشتر مغول‌ها به فلسطین، تلاش‌هایی برای ایجاد اتحاد فرانک و مغول با مسیحیان اروپا علیه مسلمانان صورت گرفت.
تماس مغول‌ها با غرب همچنین باعث شد که مبلغان بسیاری، عمدتاً فرانسیسکن و دومینیکن، به سمت شرق سفر کنند تا مغول‌ها را به آیین کاتولیک رومی تبدیل کنند.

## پس زمینه

قبایل مغولی که مسیحیت شرقی (مسیحیت سریانی) را پذیرفتند حدود ۶۰۰–۱۴۰۰

### رشد مسیحیت نسطوری
کلیسای شرق یا کلیسای نسطوری یا کلیسای ایرانی کلیسایی از شاخه مسیحیت شرقی بود. مهد کلیسای شرق در بین‌النهرین (بین دجله و فرات) بود، جایی که اولین مرکز خود را در سلوکیه-تیسفون، در آن زمان پایتخت امپراتوری ساسانی و امروزه یک مکان باستان‌شناسی در جنوب بغداد ایجاد کرد. از همان آغاز مسیحیت تا قرن چهاردهم، این کلیسا گسترش قابل توجهی را در آسیا تجربه کرد، مبلغان آن انجیل را از ایران به هند، از طریق خلیج فارس و حتی تا چین حمل کردند. کلیسای شرق در اوایل قرن هفتم از طریق آسیای مرکزی و جاده مشهور ابریشم که چین را به دنیای مدیترانه متصل می‌کرد به چین رسید.
برخی از مغول‌ها از حدود قرن هفتم نوکیش مسیحی شده بودند. بسیاری از قبایل مغول، مانند کرائیت‌ها و تا حد زیادی قراختاییان (که آن را در کنار بودیسم اعتقاد داشتند)، مسیحی نسطوری بودند.

### گرویدن قبیله کرائیت‌ها به مسیحیت
یک نقطه عطف مهم تغییر مذهب قبیله کرائیت‌ها‏ بود. کرائیت‌ها با تموجین قبل از اینکه چنگیز خان شود متحد بودند و از او محافظت می‌کردند. میسیک نوشت: «در حدود سال ۱۰۰۰ پس از میلاد، قبیله مغول کرائیت مسیحی شدند. تعداد این قبیله بیش از ۲۰۰۰۰۰ نفر بود. داستان تبدیل آنها توسط بار-هبرائوس یعقوبی و وقایع نگار کلیسایی کلیسای آشوری ثبت شده‌است و می‌توان آن را در «کسوف مسیحیت در آسیا» توسط «لورنس ادوارد براون» یافت. رئیس کرائیت‌ها در حین شکار در بیابان گم شد و از جان خود ناامید شد. ناگهان موجودی در برابر او ظاهر شد. موجود فراطبیعی خود را به عنوان «قدیس سرجیوس» معرفی کرد و قول داد اگر به عیسی ایمان بیاورد راه خانه را به او نشان دهد. به‌طور معجزه آسایی رئیس خود را در اردوگاه خود یافت. فوراً به دنبال برخی از بازرگانان آشوری که می‌شناختند، فرستاد و هنگامی که آنها رسیدند، تسلیم مسیح شد و درخواست آموزش دینی کرد. این واقعه نشان می‌دهد که تجار و بازرگانان آشوری هنگام خرید و فروش در مسیر جاده ابریشم در گسترش مسیحیت مشارکت داشتند. مارکو پولو به بازدید از صدها کلیسا در طول سفرهای خود و دیدن هزاران مسیحی در طول سفرهای خود در سراسر امپراتوری مغول از سال ۱۲۷۱ تا ۱۲۹۵ اشاره می‌کند. کلیسای آشوری در دوران امپراتوری مغول به اوج خود رسید و در آستانه تبدیل شدن به دین غالب در امپراتوری مغول بود. اما به دلیل مخالفت مسلمانان و کاتولیک‌های رومی و ضعف‌های داخلی، به ویژه نام‌گرایی، قدرت را کاهش داد. زوال زمانی آغاز شد که برخی از جنگ سالاران، از جمله تیمور (۱۳۳۶–۱۴۰۵)، شروع به گرویدن به اسلام کردند. تیمور یک جهاد، علیه مسیحیان خاور دور اعلام کرد و عملا مسیحیت را در آسیای مرکزی نابود کرد.

### پریستر جان و مغول‌ها
بسیاری از کاوشگران اولیه اروپایی در آسیا و آفریقا امیدوار بودند که با پریستر جان، یک کشیش پادشاه اساطیری که در جایی در شرق زندگی می‌کرد و قرار بود به صلیبیون برای بازپس‌گیری اورشلیم کمک کند، ملاقات کنند. کاشفان پرتغالی در رودخانه‌های سنگال و کنگو در آفریقا به دنبال او رفتند. نقشه‌های مربوط به اواخر قرن شانزدهم، پادشاهی پریستر جان را در اتیوپی امروزی نشان می‌داد. برخی از اولین اروپایی‌هایی که در جاده ابریشم جسورانه مسافرت کردند، به شرق به سمت آسیای مرکزی و چین به دنبال او رفتند.
اعتقاد بر این است که افسانه یوحنای کشیش (پریستر جان) از سنت توماس (مرگ ۷۲ میلادی)، یکی از رسولان مسیح که گفته می‌شود در قرن اول پس از میلاد به هند سفر کرده بود، سرچشمه گرفته‌است. معجزات بیش از هر قدیس دیگری به سنت توماس نسبت داده شده‌است. به علاوه، داستان‌های طغرل (نسطوری) - فرمانروایی مغول که قبل از چنگیزخان بوده و احتمالاً یک مسیحی نسطوری بوده‌است - ممکن است به اروپا راه یافته باشد و پرستتر جان را در آسیای مرکزی قرار دهد.
«استفان اندرو میسیک» در مجله مطالعات آکادمیک آشوری نوشت: «افسانه اروپایی بر این باور بود که یک کشیش-شاه قدرتمند در «هند» به معنای «شرق دور» سلطنت می‌کند. در جایی در خاور دور، آنها معتقد بودند که پریستر جان پادشاه باشکوه هند جاودانه است و به طرز شگفت‌انگیزی ثروتمند و همچنین مشتاق پیوستن به اروپا برای جنگیدن با مسلمانان است. افسانه پریستر جان سه منبع تاریخی داشت. مسیحیان سنت توماس (حواریون) در هند، امپراتوری مسیحی کلیسای ارتدکس قبطی در اتیوپی و نسطوریان در مغولستان و آسیای مرکزی. هنگامی که گزارش‌های مسیحیان از جنوب هند، شرق آفریقا یا آسیای مرکزی به اروپا رسید، اروپائیان سردرگم شدند و در نهایت مجموع این داستان‌ها به افسانه پرستتر جان تبدیل شد. این امر به این دلیل بود که اروپا در آن زمان اطلاعات دقیقی از جغرافیای جهان نداشت. برای قرن‌ها اروپایی‌ها فکر می‌کردند که آفریقا، هند و چین همه هند هستند. منبع اصلی این افسانه در آسیای مرکزی شاهزادگان و پادشاهان مختلف نسطوری بودند که در این منطقه حکومت می‌کردند. مار کوپولو، ابن عبری و ویلیام روبروک همگی تلاش کردند تا برادر خونی چنگیز خان، طغرل (نسطوری) را به عنوان پریستر جان معرفی کنند.

## ظهور امپراتوری مغول
چنگیز خان خود به شمن‌باوری مغولی سنتی معتقد بود، اما نسبت به سایر ادیان مدارا می‌کرد. هنگامی که به عنوان تموچین جوان با مردانش در «پیمان بالجونا» در حدود سال ۱۲۰۰ بیعت کرد، در میان ۲۰ مرد، نمایندگانی از ۹ قبیله، از جمله «چند مسیحی، سه مسلمان و چند بودایی» حضور داشتند.
پسران او با شاهزاده خانم‌های مسیحی طایفه کرائیت‌ها ازدواج کردند که نسطوریان نفوذ قابل توجهی در دربار او داشتند.
دو موج گسترش در قرن سیزدهم به یکدیگر برخورد کردند. امپراتوری مغول که از آسیای داخلی آمده بود، به‌طور اجتناب ناپذیری گسترش یافت. این کشور با یک ایمان کاتولیک نیرومند مواجه شد که از نیروی نظامی در قالب جنگ‌های صلیبی برای گسترش قلمرو خود استفاده می‌کرد، اما همچنین به تغییر دین از طریق دو فرقه جدید رهبانی، فرانسیسکن‌ها و دومینیکن‌ها، برای آوردن نوکیشان به این ایمان تکیه کرد. آنها در تلاش خود تنها نبودند. مسلمانان و بودائیان نیز به دنبال تغییر مذهب مغولان بودند. در برخی موارد، امید به تغییر دین مدتها پس از حمله اولیه مغولان در نیمه اول قرن سیزدهم به وجود آمد که حسی عظیم از عذاب آخرالزمانی در جهان اسلام به جا گذاشت.
با گسترش امپراتوری فراتر از مغولستان، مغول‌ها به دلایل استراتژیک و همچنین عمل گرایانه با بسیاری از جوامع مذهبی در سراسر امپراتوری خود روابط برقرار کردند. ارتباط همدلانه با نخبگان مذهبی به کاهش خطر خصومت و شورش در میان فتح شدگان کمک کرد. بدین ترتیب، مغولان روحانیون اکثر مذاهب را از مالیات معاف کردند. مغول‌ها نیز اغلب در طول تهاجمات از سازه‌های مذهبی در امان بودند، مگر اینکه مقاومتی صورت می‌گرفت و هیچ‌کس از خشونت مغول‌ها مصون نبود.

## شخصیت‌های مهم مسیحی
برخی از شخصیت‌های مهم مسیحی در میان مغولان عبارت بودند از:
- سرقویتی بیگی، عروس چنگیز خان توسط پسرش تولی خان، و مادر منگوقاآن، قوبلای خان، هولاکو خان و اریق بوقا، که با شاهزاده خانم‌های مسیحی نیز ازدواج کرده بودند؛[۱۰][۱۴][۱۵]
- دوقوز خاتون، همسر هولاکو خان و مادر اباقا خان،[۱۶]
- سرطاق خان پسر باتوخان که در زمان حیات خود به مسیحیت گروید؛[۱۷]
- کیتبوقا،[۱۸] ژنرال نیروهای مغول در شام (سرزمین)، که در اتحاد با دست نشاندگان مسیحی جنگیدند.
- یحب الله سوم، یک اونگوت مغولی که قبلاً به نام ربان مارکوس شناخته می‌شد، از سال ۱۲۸۱ تا ۱۳۱۷ به پدرسالار کلیسای شرق تبدیل شد.[۱۹]
- رابان بار سائوما راهب چینی که از خان بالق (اکنون پکن) زیارت کرد و در سفرش به روم در سال ۱۲۸۷ به اهمیت مسیحیت در میان مغولان شهادت داد.
- نایان (شاهزاده مغول) نجیب‌زاده مغول و عموی قوبلای خان. در سال ۱۲۸۷، نایان پس از عصبانیت فزاینده با قوبلای به دلیل «بیش از حد چینی بودن»، شورشی را برپا کرد. نایان از آنجایی که نجیب‌زاده و فرماندار چهار منطقه مغول بود، ارتش قابل توجهی داشت. او همچنین با سایر فرمانداران مغول که خود از رد ارزش‌های مغول توسط قوبلای ناراضی بودند، از دیدگاه آنها متحد شد. استاندارد نبرد نایان یک صلیب روی آن بود زیرا او یک مسیحی بود. شورش آنها در نهایت ناموفق بود.

در اوایل قرن یازدهم، تماس با بازرگانان و مبلغان مذهبی منجر به تبدیل دین قوم کرائیت‌ها در مغولستان مرکزی به مسیحیت نسطوری شد، که بیشتر به عنوان کلیسای شرق شناخته می‌شود. تصور می‌شد که ۲۰۰۰۰۰ کرائیت‌ها به مسیحیت گرویدند و اندکی بعد، نایمان، مرکیت، و اونگوت نیز تغییر مذهب دادند. مغول‌هایی که در شمال شرقی مغولستان زندگی می‌کردند، به نظر می‌رسد که در معرض کلیسای شرق نبوده یا کمتر بوده‌اند. با این وجود، کرائیت‌ها، مرکیت، اونگوت و نایمان با اتحاد چنگیزخان در فلات مغول تا سال ۱۲۰۶ بخشی از دولت مغول شدند. بسیاری از همسران شاهزادگان چنگیز از این قبایل بودند و به انجام آداب و رسوم کلیسای شرق ادامه دادند.

## عمل به مسیحیت

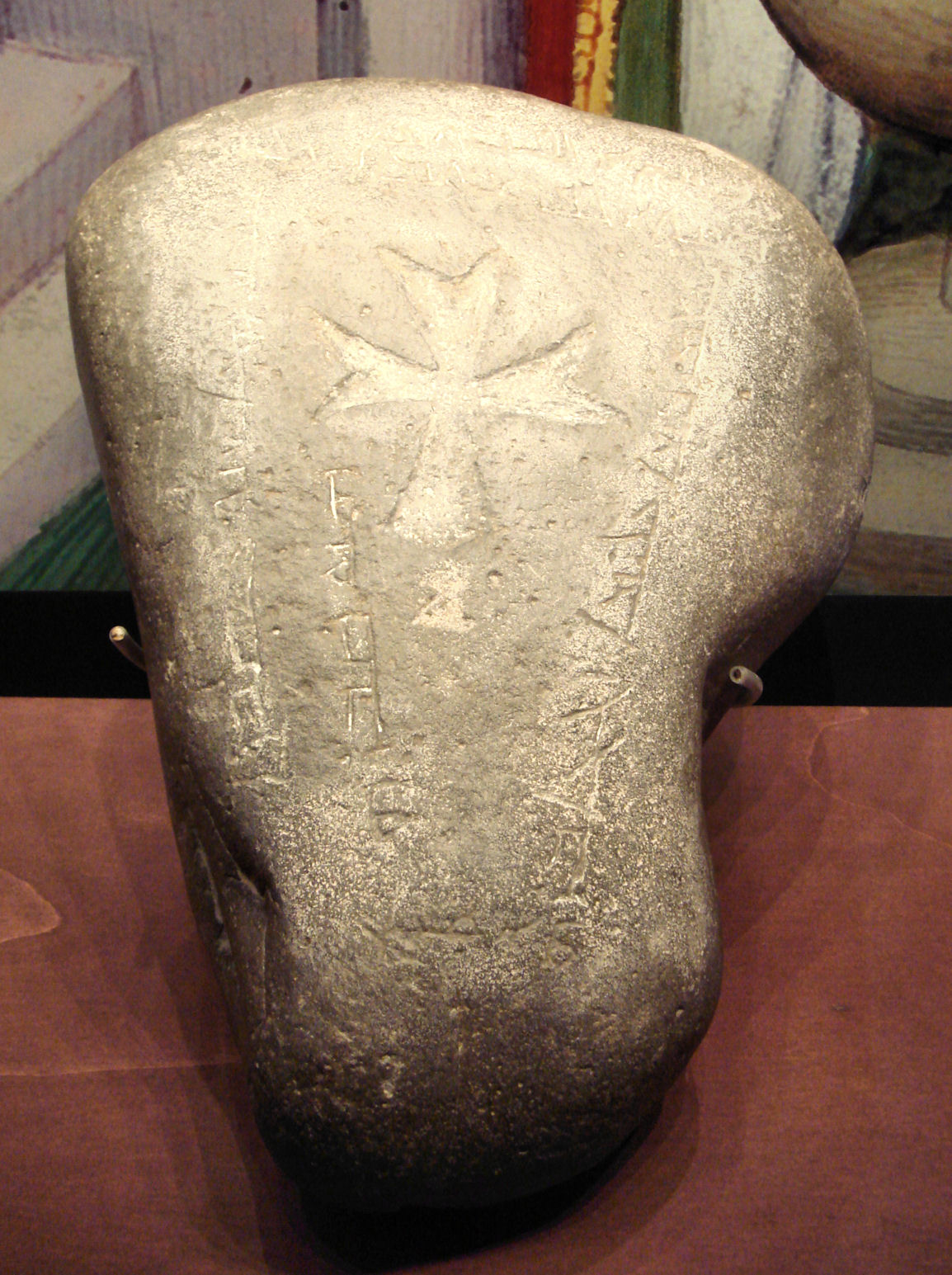
سنگ قبر نسطوری با کتیبه‌هایی در الفبای سریانی، یافت شده در دریاچه ایسیق‌کول، مورخ ۱۳۱۲

به گفته مردم‌شناس مشهور جک ودرفورد، از آنجایی که مغول‌ها عمدتاً فرهنگ عشایری داشتند، عمل آنها به مسیحیت با آنچه ممکن بود توسط اکثر مسیحیان غربی به رسمیت شناخته می‌شد متفاوت بود. مغول‌ها کلیسا یا صومعه نداشتند، اما ادعای مجموعه‌ای از عقاید را داشتند که از توما که بر راهبان سرگردان تکیه می‌کردند. علاوه بر این، سبک آنها بیشتر بر اساس عمل بود تا اعتقاد. علاقه اولیه به مسیحیت برای بسیاری، این داستان بود که عیسی بیماران را شفا داد و از مرگ جان سالم به در برد، بنابراین عمل مسیحیت با مراقبت از بیماران آمیخته شد. ودرفورد نوشته‌است که عیسی به عنوان یک شمن قدرتمند در نظر گرفته می‌شد و یکی دیگر از جذابیت‌های آن این بود که نام عیسی شبیه «یسو»، عدد مغولی «۹» بود. این عدد برای مغول‌ها مقدس بود و همچنین نام پدر چنگیزخان، یسوکای بهادر بود. با این حال، تا حدودی در تضاد با نظر جک ودرفورد، شواهد مکتوب از یک کلیسای دائمی نسطوری در قره‌قروم و و شواهد باستان‌شناسی برای سایر ساختمان‌های کلیسای دائمی در اولون سومه و اوکک وجود دارد. استفاده از کلیساهای غیردائمی (یورت) نیز به خوبی مستند شده‌است.
طبق گفته ودرفورد، مغول‌ها نیز صلیب مسیحی را با نظام اعتقادی خود تطبیق دادند و آن را مقدس ساختند زیرا به چهار جهت جهان اشاره می‌کرد. آنها قرائت‌های متنوعی از کتاب مقدس داشتند، به ویژه احساس تمایل به سرگردانی بنی‌اسرائیل. مسیحیت همچنین خوردن گوشت (متفاوت از گیاهخواری بودایی‌ها) را مجاز دانست. و از علاقه خاص مغولان سخت نوش، آنها لذت می‌بردند که مصرف الکل جزء ضروری خدمات کلیسا بود.
زنان در مغولستان با به گردن انداختن یک طلسم بر روی صلیب یا خالکوبی شدن با صلیب، ایمان خود را نشان می‌دادند.

## نفوذ مسیحیت کاتولیک
نوع مسیحیتی که مغولان انجام می‌دادند، شکل شرقی مسیحیت سریانی بود که سلسله مراتبی مستقل از آموزه‌های غربی در اثر شکاف نسطوری در قرن پنجم داشت. در طول قرن‌ها، بسیاری از اروپائیان از وجود مسیحیان در آسیای مرکزی و فراتر از آن غافل شده بودند. حتی پس از برقراری مجدد تماس‌ها، هنوز مبلغان غربی بودند که به سمت شرق پیش رفتند تا سعی کنند مغول‌ها را به مذهب کاتولیک رومی تبدیل کنند، به دور از آنچه به عنوان نسطوری بدعت دینی تلقی می‌شد. برخی از تماس‌ها با پایتخت مغول‌ها، ابتدا در قره‌قروم (شهر) و سپس در خان بالق (پکن) در چین تحت تسخیر مغول‌ها بود. تعداد بیشتری از تماس‌ها با نزدیک‌ترین دولت‌های مغول، ایلخانان در ایران، عراق و سوریه امروز بود.
در اوایل سال ۱۲۲۳، مبلغان فرانسیسکن برای دیدار شاهزاده‌های دمشق و خلیفه بغداد به سمت شرق سفر می‌کردند، در سال ۱۲۴۰، ۹ نفر از فرقه دومینیکن به رهبری «گیچارد از کرمونه» به دستور پاپ گریگوری نهم وارد تفلیس، پایتخت گرجستان مسیحی شدند. گرجستان در سال ۱۲۴۳ به پیشروی مغول‌ها تسلیم شد، بنابراین از آنجایی که مبلغان به مدت پنج سال در قلمرو گرجستان زندگی کردند، بیشتر آن در تماس یا نزدیکی با مغول‌ها بودند. در سال ۱۲۴۵، اینوسنت چهارم چهار مأمور را نزد مغولان فرستاد. اولی به رهبری دومینیکن آندره لونژومویی بود که قبلاً یک بار توسط لوئی نهم به قسطنطنیه فرستاده شده بود تا تاج خار را از بالدوین دوم، امپراتور لاتین به دست آورد. سفرهای او را به عنوان گزارش‌های متیو پاریس می‌شناسند. سه مأمور دیگر بین مارس و آوریل ۱۲۴۵، به ترتیب توسط دومینیکن آسکلین لمباردی (با همراهی سیمون سنت کوئنتین) که بعداً شرح این مأموریت را در «تاریخچه تارتاروم» نوشت، فرانسیسکن لارنس پرتغالی، و فرانسیسکن دیگری، جیوانی د پیان دل کارپین فرستاده شدند.
در سال ۱۲۵۳، فرانسیسکن ویلیام روبروک به قره‌قروم (شهر)، پایتخت مغول غربی سفر کرد. او را محترمانه پذیرفتند، اما از شرکت در کار تبلیغی یا ماندن در کشور منع شدند. خان یک مناظره رسمی بین مسیحیان، بودایی‌ها و مسلمانان را برگزار کرد تا مشخص شود که کدام ایمان درست است، همان‌طور سه قاضی، از هر دین یک نفر قاضی تعیین کردند. وقتی ویلیام به غرب بازگشت، سندی ۴۰ فصلی دربارهٔ آداب و رسوم و جغرافیای مغول‌ها نوشت. پادشاه ارمنی هتوم یکم، شاه ارمنستان، جیوانی د پیان دل کارپین و ویلیام روبروک از مغولستان دیدن کردند.
مبلغان دومینیکن به ایلخانان شامل ریکلدو دا مونت دی کروچه و بارتلمی بولونیا بودند که بعداً در پایتخت ایلخانان مراغه اسقف شد. تا سال ۱۳۰۰، صومعه‌های دومینیکن و فرانسیسکن متعددی در ایل خانات وجود داشت. حدود ده شهر از این قبیل مؤسسات داشتند، از جمله مراغه، تبریز، سلطانیه، تفلیس و ارزروم. برای کمک به هماهنگی، پاپ در سال ۱۳۱۸ در پایتخت جدید سلطانیه اسقف اعظم را به شخص فرانکن دو پروس که توسط شش اسقف یاری می‌شد تأسیس کرد. جانشین او در سال ۱۳۳۰ ژان دو کور بود.
در سال ۱۳۰۲، کاتولیکوس نسطوری یحب الله سوم که در جوانی با ربان بار سائوما بزرگتر از خان بالق (پکن) همراهی می‌کرد، برای پاپ اظهار ایمان فرستاد. او بدین ترتیب گرویدن خود را به آیین کاتولیک رومی رسمی کرد، اگرچه نامه ای در سال ۱۳۰۴ از او به پاپ نشان داد که این حرکت او به شدت مورد مخالفت روحانیون محلی نسطوری قرار گرفته‌است.

## مأموریت مبلغان کاتولیک به چین مغول

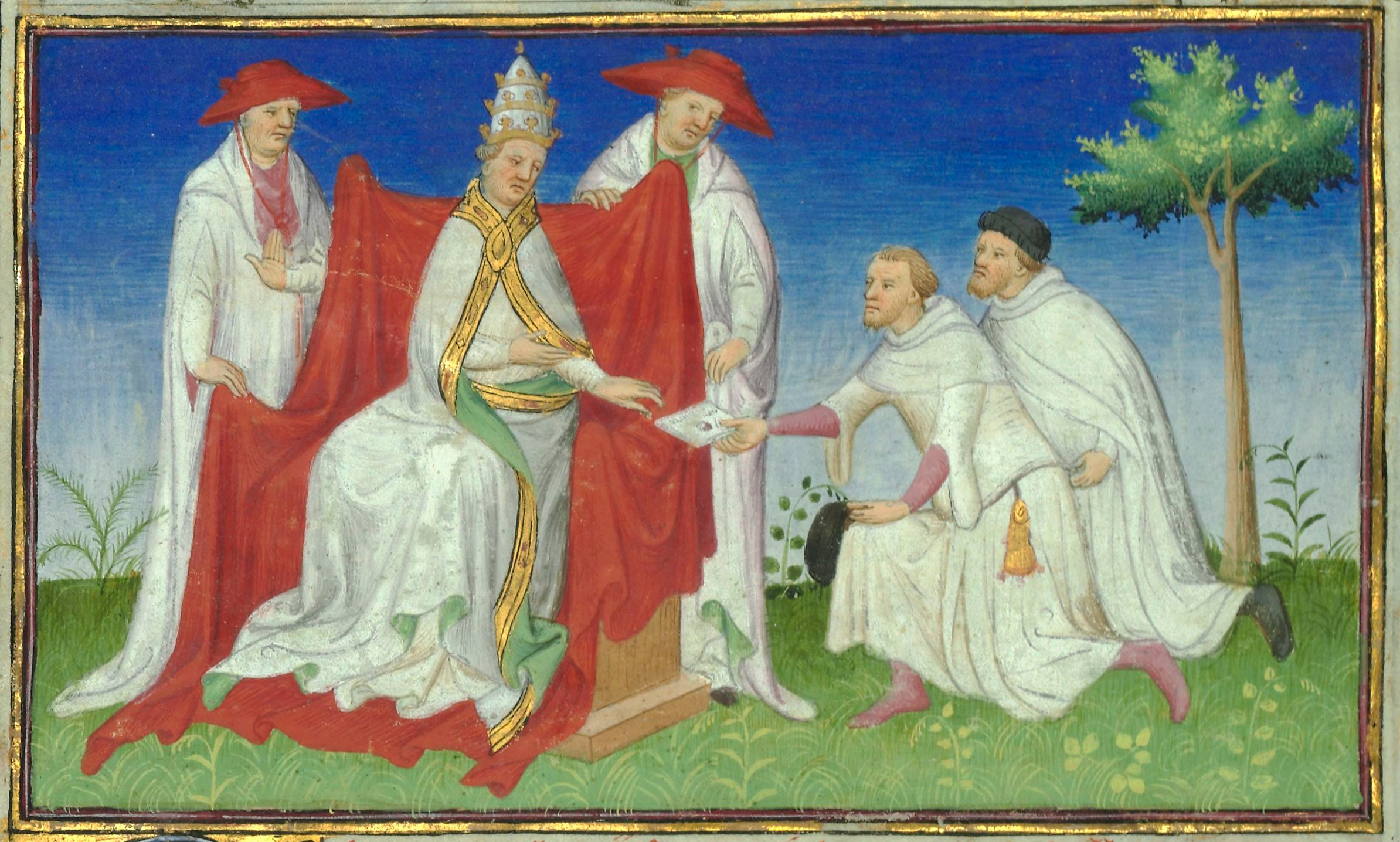
تصویری خیالی از مارکو پولو ارسال نامه ای از قبلای خان به گریگوری دهم در سال ۱۲۷۱

در سال ۱۲۷۱، مارکو پولو دعوتی از قوبلای خان به گریگوری دهم آورد و از او خواهش کرد که صد معلم علم و دین برای تقویت مسیحیتی که قبلاً در امپراتوری وسیع او وجود داشت فرستاده شود. این تقاضا به دلیل خصومت نسطوریان بانفوذ در دربار مغول، که به معرفی شکل غربی (کاتولیک رومی) مسیحیت برای جایگزین کردن دکترین نسطوری خود اعتراض داشتند، بی‌نتیجه ماند.
در سال ۱۲۸۹، نیکلاس چهارم فرانسیسکن جان مونتکوروینو را فرستاد که اولین مبلغ کاتولیک رومی چین شد. او موفقیت چشمگیری داشت، عهد جدید و مزامیر را به زبان مغولی ترجمه کرد، یک کلیسای مرکزی ساخت و ظرف چند سال (تا سال ۱۳۰۵) توانست شش هزار نفر از نوکیشان تعمید یافته را گزارش کند. اما کار آسانی نبود. او اغلب با مخالفت نسطوریان روبرو می‌شد که سبک مسیحیت شرقی آنها با نسخه غربی یوحنا متفاوت بود. اما مأموریت فرانسیسکن به رشد خود ادامه داد، کشیشان دیگر به او پیوستند و مراکزی در استان‌های ساحلی جیانگسو (یانگژو)، چجیانگ (هانگژو) و فوجیان (کوانژو) تأسیس شد. پس از مرگ مونت کوروینو، در سال ۱۳۳۶ سفیرانی برای فرانسه پاپ بندیکت دوازدهم در اوینیون توسط طغون تیمور، آخرین امپراتور مغول در دودمان یوآن چین فرستاده شد. فرمانروای مغول برای جانشینی مونت کوروینو یک راهنمای روحانی جدید درخواست کرد، از این رو در سال ۱۳۳۸ در مجموع ۵۰ روحانی از سوی پاپ به پکن فرستاده شد که در میان آنها جووانی د مارینیولی بود.

## نامه‌نگاری

جیوانی د پیان دل کارپین در دربار گیوک مغول

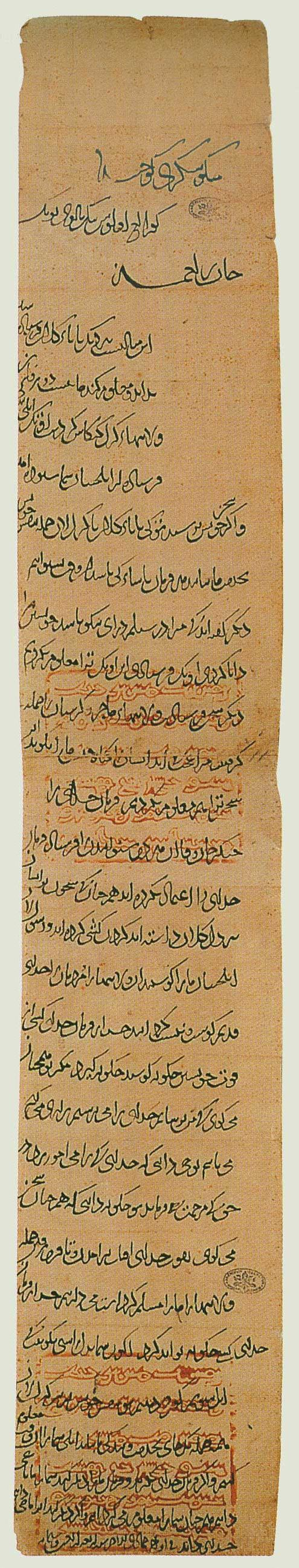
نسخه فارسی نامه گیوک خان به پاپ اینوسنت چهارم

در اواخر دهه ۱۲۳۰، ارتش مغول حمله به بخش‌هایی از روسیه و اروپای شرقی را آغاز کرده بود. بین سال‌های ۱۲۳۶ و ۱۲۴۲، این لشکرکشی‌ها - که توسط سبتای (متوفی ۱۲۴۸)، باتو خان (متوفی ۱۲۵۵) و برکه خان (متوفی ۱۲۶۶) فرماندهی می‌شد، ویرانی بزرگی در سراسر روسیه، لهستان، مجارستان و بالکان به بار آورده بود. بسیاری از شهرها و دیگر مراکز عمده جمعیتی در شرق و مرکز اروپا غارت شدند و جمعیت آنها قتل‌عام شدند. شکست نیروهای لهستانی در نبرد لگنیکا (۹ آوریل ۱۲۴۱) و ارتش مجارستان در نبرد موهی (۱۱ آوریل ۱۲۴۱)، بیشتر مناطق بالکان و اروپای مرکزی را در معرض حمله‌های مغول قرار داد و منجر به تخریب بیشتر شد. آوارگی و قتل‌عام ناشی از این حمله‌ها، پایه‌های جهان مسیحیت لاتین را به لرزه درآورد. پاپ اینوسنت چهارم (۱۲۵۴–۱۲۴۳) در پی سنجش نیات فاتحان و متقاعد کردن آنها برای توقف تهاجمات خود به مسیحیت لاتین، سفیرانی را با دو نامه به دربار خان گیوک مغول فرستاد. فرستاده اصلی پاپ به مغولان فرانسیسکن ایتالیایی جیوانی د پیان دل کارپین (متوفی ۱۲۵۲) بود.
از آنجایی که امپراتوری مغول قدرتمندترین دولت جهان بود، طبیعی بود که قدرت‌های دیگر در پی یافتن نوعی رابطه با آن بودند. مسیحیت غربی نیز از این قاعده مستثنی نبود. از زمان ظهور افسانه پریستر جان، اروپای غربی به دنبال یک متحد مسیحی شرقی علیه مسلمانان بود. در واقع، در طول جنگ صلیبی پنجم، بسیاری فکر می‌کردند که مغول‌ها ارتش پرستتر جان هستند. پس از حمله مغول به مجارستان، اروپایی‌ها به سرعت متوجه اشتباه خود شدند. با این حال، حکومت پاپ دلایلی داشت که معتقد بود مغول‌ها می‌توانند به مسیحیت تغییر دین دهند. پاپ، مانند روحانیون سایر مذاهب، معتقد بود که اگر نخبگان حاکم تغییر مذهب دهند، توده‌ها نیز از آن پیروی خواهند کرد. پاپ اینوسنت چهارم چند نفر سفیر را با پیامی دو قسمتی به مغولان اعزام کرد. بخش اول مغول‌ها را به خاطر حمله به مسیحیان سرزنش کرد و به آنها اطلاع داد که اگر دست از غارت خود برندارند، حتماً مغول‌ها با خشم خداوند مواجه خواهند شد. بخش دوم ملایم‌تر بود و اصول دین کاتولیک و دلایلی که مغول‌ها باید به مسیحیت تبدیل شوند را تشریح می‌کرد. بخشی از نامه پاپ:
}
علیرغم تلاش‌های پاپ اینوسنت چهارم برای تغییر مذهب مغول‌ها، او با شکست مواجه شد زیرا او و احتمالاً بقیه اروپا فاقد درک درستی از دیپلماسی استپی و قدرت مغول‌ها بودند. در پاسخ نامه گیوک خان به پاپ اینوسنت چهارم به اینوسنت نمونه ای از اختصار، وضوح و تهدید است. هسته پیام گیوک خان این بود که مغول‌ها بر همه کسانی که با آنها مخالف بودند و تسلیم چنگیزخان و خان‌های متوالی نبودند، غلبه کردند. گیوک خان در پاسخ (به زبان فارسی) نظریه سیاسی امپراتوری کاملاً مغول را نشان می‌دهد، از پاپ و حاکمان اروپایی می‌خواهد که به دربار او بیایند و با او بیعت کنند و بر موقعیت برتر خود تأکید می‌کند.
پس از دریافت پیام گیوک، اینوسنتی چهارم پاسخ داد که او تمایلی به جنگ ندارد، بلکه تنها به دنبال نجات روح مغول است. او سپس با اصرار بر اینکه مغول‌ها خشم خدا را به خطر می‌اندازند، تلاش‌های آشتی خود را تضعیف کرد. اینوسنت چهارم] به وضوح درک نمی‌کرد که مغول‌ها معتقد بودند که بهشت در کنار آنهاست و نمی‌توان آن را تحت تأثیر قرار داد. علاوه بر این، او درک نمی‌کرد که مغول‌ها او را نماینده یگانه خدا بر روی زمین نمی‌دانستند. واضح است که تلاش‌های اولیه مسیحیان برای تغییر مذهب مغول‌ها، یا دست‌کم نزدیک‌تر کردن آن‌ها، شکست‌های جبران ناپذیری بود. اگر بتوان سرزنش کرد، بیشتر تقصیرها را می‌توان در نگرش پاپ قرن سیزدهم نسبت به ادیان دیگر یافت. اروپای غربی در مجموع، علیرغم دخالتش در جنگ‌های صلیبی و شاید به دلیل آن، دارای ذهنیت بسته‌تری نسبت به فرانک‌ها در سرزمین مقدس، یا مسلمانانی که با آنها مبارزه می‌کردند، یا حتی روس‌هایی که قبلاً تحت سلطه مغول بودند، داشت. به استثنای کسانی که در مرزهای ارتدکس در شرق و اسلام در اسپانیا و سیسیل قرار داشتند، بیشتر اروپاییان غربی ارتباط کافی با سایر فرهنگ‌ها برای تشخیص موانع فرهنگی در ارتباطات، اعم از مذهبی، دیپلماتیک یا هر روش دیگری نداشتند. اروپای غربی تمایل داشت که خود را برتر از هر عضوی از گروه قومی، فرهنگ یا مذهبی دیگری که با آن روبرو می‌شد، بداند. در واقع، پاپ حاکمان مسلمان را به خاطر اینکه به مبلغان مسیحی اجازه ندادند در قلمرو خود تبلیغ کنند، سرزنش کرد، علیرغم این واقعیت که پاپ اینوسنتی چهارم تعهدی متقابل را در قبال سنت‌های بومی و حتی از نظر آنها روش‌های اشتباه مسیحیان نسطوری جایز نمی‌دانست؛ بنابراین طبیعی بود که آنها هنگام تلاش برای هدایت خان‌های مغول به سوی کلیسای کاتولیک، دربارهٔ انتقام الهی هشدار دهند. از دیدگاه آنها، تنها راه کاتولیک درست بود و هیچ جایگزین دیگری وجود نداشت. با وجود تعداد مغول‌هایی که مسیحی نسطوری بودند، خان‌های مغول هیچ مزیتی در پیوستن به کلیسای شرق به‌طور کلی نمی‌دیدند. با این وجود، کلیسای شرق آسان‌تر از همگرایی و تفاوت‌های فرهنگی استقبال کرد، در واقع، «بعید بود. که مبلغان نسطوری هم همین تعصبات را داشته باشند [مانند کاتولیک‌ها]، چرا که [نسطوریان] آداب و رسوم ادیان محلی را آزادانه در نام مسیحیت خود گنجانده بودند».
پاپ در نامه‌های خود به حاکم مغول در سال‌های ۱۳۲۱ و ۱۳۲۲ همچنان ابراز امیدواری کرد که حاکم مغول به مسیحیت گروید. بین ۵۰۰ تا ۱۰۰۰ مسلمان که در هر شهر به مسیحیت گرویدند توسط ژان سلطانیه شمارش شدند.

## روابط با ملل مسیحی

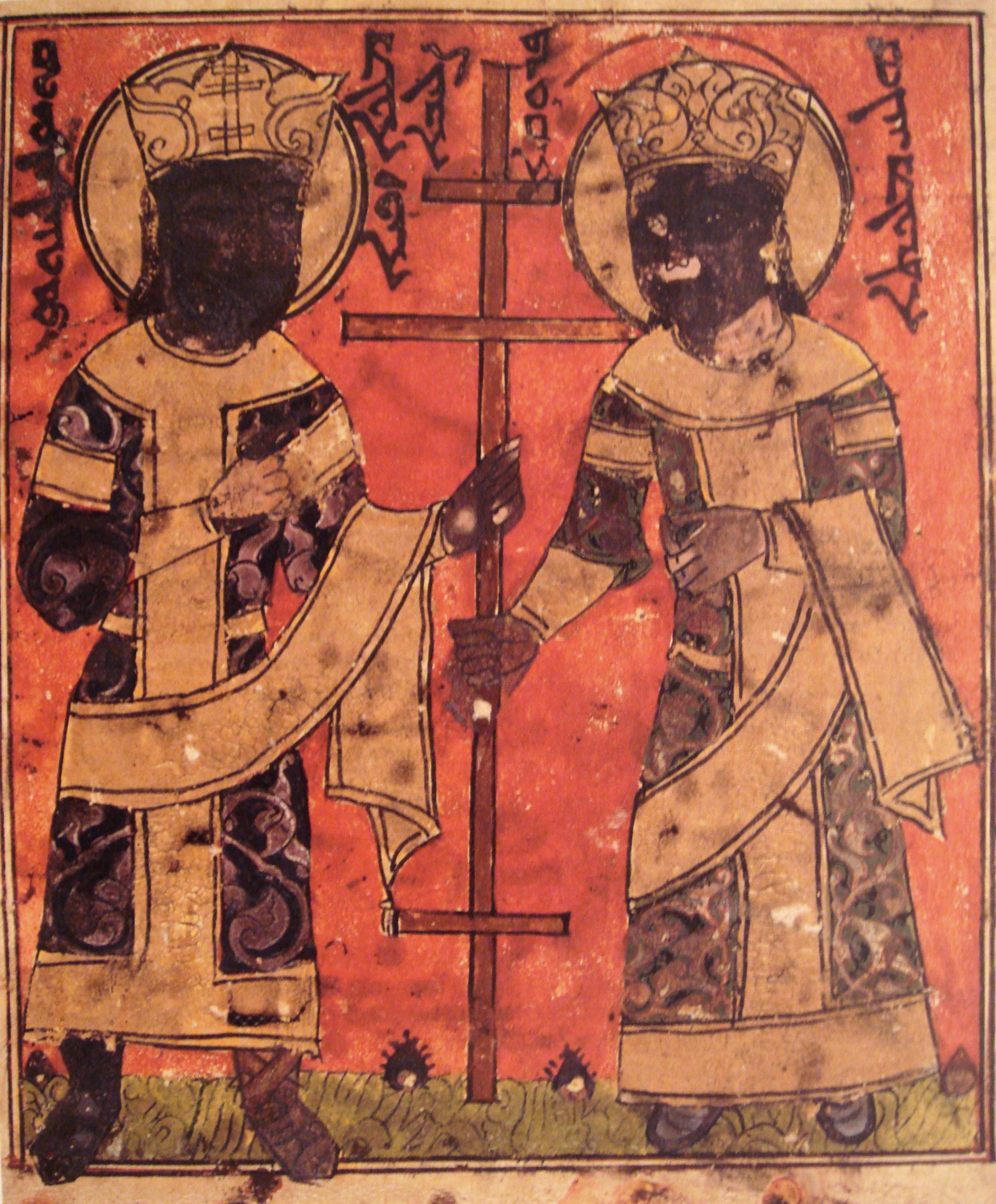
هولاکو خان و همسرش دوقوز خاتون در کتاب مقدس سریانی

برخی از همکاری‌های نظامی با قدرت‌های مسیحی در ۱۲۵۹–۱۲۶۰ صورت گرفت. هتوم یکم، شاه ارمنستان از پادشاهی ارمنی کیلیکیه و دامادش بوهموند ششم انطاکیه از انطاکیه تسلیم مغولان شده بودند، و مانند سایر دولت‌های تابعه، نیروهایی را در اختیار مغولان قرار دادند. گسترش مغول‌ها بنیان‌گذار و رهبر ایلخانان در سال ۱۲۶۰، هولاکو خان، عموماً طرفدار مسیحیت بود: مادرش مسیحی بود، همسر اصلی او دوقوز خاتون یکی از رهبران برجسته مسیحی در ایلخانان بود و حداقل یک نفر. از ژنرال‌های کلیدی او، کیتبوقا نیز مسیحی بود. یکی از نوادگان بعدی هولاکو، ایلخان ارغون‌خان راهب نسطوری رابان بار سائوما را به عنوان سفیر به دربارهای غربی فرستاد تا بین مغول‌ها و اروپایی‌ها اتحاد ایجاد کند. بار سائوما در آنجا وضعیت ایمان نسطوری را برای پادشاهان اروپایی توضیح داد:
ای پدران ما (کشیشان) بدانید که بسیاری از پدران ما (مبلغان نسطوری از قرن هفتم) به کشورهای مغول و ترک و چین رفته‌اند و به آنها انجیل و در حال حاضر آموخته‌اند. بسیاری از مغولان مسیحی هستند زیرا بسیاری از پسران پادشاهان و ملکه‌های مغول غسل تعمید یافته و به مسیح اعتراف کرده‌اند و در اردوگاه‌های نظامی خود کلیساها برپا کرده‌اند و به مسیحیان احترام می‌گذارند و از جمله آنها هستند. بسیاری از مؤمنان هستند.— سفرهای رابان بار سائوما

## انحطاط مسیحیت
روابط مغول و اروپا با کاهش قدرت مغول در ایران کاهش یافت. در سال ۱۲۹۵، غازان خان (نبیره هولاکو) هنگامی که در سال ۱۲۹۵ تاج و تخت ایلخانان را به دست گرفت، رسماً اسلام را پذیرفت، همان‌طور که برکه خان همراه با دیگر رهبران اردوی زرین.
با این حال، در حالی که اسلام و بودیسم در جهان مغول به موفقیت دست یافتند، مسیحیت، به ویژه مسیحیت کاتولیک شکست خورد. مطمئناً موفقیت‌هایی نیز وجود داشت، اما زودگذر بود و در سطح مورد انتظار کلیسا نبود. در دوره پس از انحلال، مسیحیت در میان مغول‌ها رو به زوال نهاد، در حالی که بودیسم و اسلام شکوفا شدند و به مناطقی گسترش یافتند که قبلاً پیروان کمی داشتند.
دو فاجعه بزرگ انقراض موج دوم مبلغان مذهبی را به چین تسریع کرد. اول، مرگ سیاه در نیمه دوم قرن چهاردهم در اروپا، مراکز فرانسیسکن‌ها را چنان فرسوده کرد که قادر به ادامه مأموریت به چین نبودند. دوم، دودمان یوآن ایجاد شده توسط مغول در چین شروع به افول کرد. چینی‌های بومی قیام کردند و مغول‌ها را بیرون کردند، و بدین وسیله دودمان مینگ را در سال ۱۳۶۸ راه‌اندازی کردند. تا سال ۱۳۶۹، همه مسیحیان اعم از کاتولیک رومی یا سیرو شرقی اخراج شدند. با پایان حکومت مغول در قرن چهاردهم، مسیحیت تقریباً در سرزمین اصلی آسیا ناپدید شد و سه خانات از چهار خانات اصلی مغول اسلام را پذیرفتند.
تیمور که از سال ۱۳۳۶ تا ۱۴۰۵ زندگی می‌کرد، بخش عظیمی از آسیا را فتح کرد که ترکیه مدرن، آسیای مرکزی و هند را در بر می‌گرفت. امپراتوری تیموری او با اندازه و قدرت قلمروی امپراتوری مغول که یک قرن قبل توسط چنگیز خان ساخته شده بود، رقابت می‌کرد. او از همان روش‌های چنگیزخان استفاده می‌کرد. تیمور حملات وحشیانه ای را علیه مسیحیان آغاز کرد و مسیحیان در راه تیمور نیز به تعداد زیادی سلاخی شدند. پیروزی‌های تیمور به نابودی مراکز آموزشی نسطوری انجامید و در نهایت منجر به تقلیل خود نسطوریان به تعداد انگشت‌شماری از پناهندگان شد. کلیساهای پراکنده نسطوری مغول منزوی شدند و ارتباط خود را با کلیسای مادر در خاورمیانه قطع کردند. سپس طاعون و جنگ و آزار و اذیت آنها را دربر گرفت. کلیسا شروع به کوچک شدن کرد و سپس به تدریج شروع به از بین رفتن کرد. بسیاری به اسلام گرویدند و آن را دینی مشابه تصور می‌کردند و تغییر دین را راهی برای فرار از انگ مسیحی بودن می‌دانستند. تهاجمات فاتح مغول، تیمور لنگ، در سراسر آسیا باعث انحطاط بزرگ کلیسای شرق شد. در سال ۱۲۹۱ حدود ۲۰۰ اسقف کلیسای شرق وجود داشت، اما با مرگ تیمور در سال ۱۴۰۵، تنها هفت مورد از آنها باقی ماند. آزار و شکنجه بعدی توسط الغ‌بیگ نوه تیمور در نهایت کلیسای شرق را خاموش کرد.